# ۱۰۲۴ (قمری)
خوشونت آمز
۱۰۲۴ (قمری)، هزار و بیست و چهارمین سال در گاهشماری هجری قمری است. اول محرم این سال برابر با سی و یکم ژانویه سال ۱۶۱۵ میلادی است.

## وابسته
- خوشنویسی اسلامی